# Гринберг, Джоанн
Джоанн Гринберг (англ. Joanne Greenberg, род. 24 сентября 1932[…], Бруклин, Нью-Йорк) — американская писательница, опубликовавшая некоторые из своих работ под псевдонимом Ханна Грин. Она была профессором антропологии в Колорадской горной школе и волонтёром скорой медицинской помощи.
Гринберг наиболее известна благодаря полуавтобиографическому бестселлеру «Я никогда не обещал тебе сад роз» (1964). По нему были сняты фильм 1977 года и поставлена одноимённая пьеса 2004 года.
Она получила Мемориальную премию Гарри и Этель Дарофф в области художественной литературы, а также Национальную еврейскую книжную премию в области художественной литературы в 1963 году за свой дебютный роман «Лица короля» (1963) о резне еврейского населения Йорка в Йоркском замке в 1190 году.
Гринберг появляется в документальном фильме Дэниела Маклера «Возьми эти сломанные крылья» (2004) о выздоровлении от шизофрении без использования психиатрических препаратов.
Её книга «В этом знаке» (1970) была включена в телевизионный фильм Зала славы Hallmark под названием «Любовь никогда не молчит», который был показан на канале NBC в декабре 1985 года.